# Thọ Khang Thái phi
Thọ Khang Thái phi (chữ Hán: 壽康太妃; ? - 1665), Khoa Nhĩ Thấm Bát Nhĩ Tế Cát Đặc thị, trong một thời gian dài cũng được gọi là Nhân Thọ cung Thái Tổ phi (仁壽宮太祖妃), là một phi tần của Thanh Thái Tổ Nỗ Nhĩ Cáp Xích, đồng thời là phi tần đầu tiên của triều Thanh được tấn tôn Thái phi.

## Tiểu sử
Căn cứ Khâm định ngoại phiên Mông Cổ Hồi bộ vương công biểu truyện (欽定外藩蒙古回部王公表傳), Bát Nhĩ Tế Cát Đặc thị là hậu duệ của Chuyết Xích Cáp Tát Nhi - em thứ hai của Thành Cát Tư Hãn. Theo đó, cha của bà là Khoa Nhĩ Thấm Tả Dực Tiền Kỳ Bỉnh Đồ Quận vương Khổng Quả Nhĩ (孔果爾), mà Khổng Quả Nhĩ là người út trong 3 anh em Mãng Cổ Tư (莽古斯) và Minh An (明安), đều là con trai của Nạp Mục Tái (納穆賽).
Phân tích gia đình, thì Mãng Cổ Tư có con gái chính là Hiếu Đoan Văn Hoàng hậu của Thanh Thái Tông Hoàng Thái Cực, hai cháu gái cũng đều là hậu phi của Hoàng Thái Cực, phân biệt là Mẫn Huệ Cung Hoàng Nguyên phi Hải Lan Châu cùng Hiếu Trang Văn Hoàng hậu. Bát Nhĩ Tế Cát Đặc thị theo vai vế là em họ của Hiếu Đoan Văn Hoàng hậu, một biểu cô của Mẫn Huệ Cung Hoàng Nguyên phi cùng Hiếu Trang Văn Hoàng hậu.
Năm Vạn Lịch thứ 43 (1615), ngày 1 tháng 1 (âm lịch), Khổng Quả Nhĩ dùng lễ đưa con gái nạp làm Thứ phi cho Nỗ Nhĩ Cáp Xích. Sau khi Nỗ Nhĩ Cáp Xích qua đời, bà cùng một người họ hàng là An Bố Phúc tấn đều trú lại Thái Tổ cung. Đến năm Thuận Trị nguyên niên (1644), Thuận Trị Đế dùng lễ nghênh chúng Phúc tấn của Thái Tổ đến Yên Kinh, chính thức vào ở trong Tử Cấm Thành, đều trú tại Nhân Thọ cung (仁壽宮).

## Tấn tôn Thái phi
Năm Thuận Trị thứ 17 (1660), Thuận Trị Đế lấy lý do Nhân Thọ cung Thái Tổ phi Bát Nhĩ Tế Cát Đặc thị là phi tần lớn tuổi nhất còn lại của Thái Tổ Nỗ Nhĩ Cáp Xích, mà lại không có tôn phong, do đó đề nghị soạn điển văn tấn tôn. Sang năm sau (1661), ngày 19 tháng 8 (âm lịch), Khang Hi Đế đăng vị, thuận theo di chiếu của Tiên Đế mà tấn tôn Nhân Thọ cung Thái Tổ phi làm [Hoàng tổ Thọ Khang Thái phi; 皇祖壽康太妃], nhưng dùng thành tố "Hoàng tổ" mà không phải ["Hoàng tằng tổ"; 皇曾祖]. Nguyên nhân là vì kim sách, kim bảo đúc cho bà đều làm dưới thời Thuận Trị, nay không kịp sửa nữa.
Sách văn viết:
| “                                      | 勷坤教以開基，令名有俶。炯婺輝而受祉，徽范長昭。爰考彝章，肇行隆典。皇祖妃賦姿淑慎，秉德安貞。在昔創業艱難，佐詠雞鳴而贊治。於今深宮頤養，共欽鶴算之垂庥。分既處夫崇高，禮宜臻夫備美。載揚懿行，特晉榮稱。謹以冊寶尊為皇祖壽康太妃。義問攸宣，益篤邦家之慶。昌齡日茂，永凝康豫之祥。 . Nhương khôn giáo dĩ khai cơ, lệnh danh hữu thục. Quýnh vụ huy nhi thụ chỉ, huy phạm trường chiêu. Viên khảo di chương, triệu hành long điển. Hoàng tổ Phi, phú tư thục thận, bỉnh đức an trinh. Tại tích sang nghiệp gian nan, tá vịnh kê minh nhi tán trị. Vu kim thâm cung di dưỡng, cộng khâm hạc toán chi thùy hưu. Phân kí xử phu sùng cao, lễ nghi trăn phu bị mỹ. Tái dương ý hành, đặc tấn vinh xưng. Cẩn dĩ sách bảo, tôn vi Hoàng tổ Thọ Khang Thái phi. Nghĩa vấn du tuyên, ích đốc bang gia chi khánh. Xương linh nhật mậu, vĩnh ngưng khang dự chi tường. | ” |
| — Sách văn Hoàng tổ Thọ Khang Thái phi | |   |

Năm Khang Hi thứ 4 (1665), ngày 25 tháng 12 (âm lịch), Hoàng tổ Thọ Khang Thái phi hoăng ở Nhân Thọ cung. Khang Hi Đế lấy lễ dành cho Phi mà nhập táng vào Phi viên tẩm của Phúc lăng (福陵). Trong Phi viên tẩm của Phúc lăng, ngoài Thọ Khang Thái phi, còn có An Bố Phúc tấn cùng Xước Kỳ Đức Hòa mẫu.